# فلاديسلاف لوتشيتش
فلاديسلاف لوتشيتش (بالصربية: Владислав Лучић) مواليد 7 أغسطس 1941 في بلغراد، هو مدرب كرة سلة صربي ولاعب معتزل. بدأ مسيرته الاحترافية في سنة 1960. حقق المركز الأول في بطولة أمم أفريقيا لكرة السلة 1981 مع منتخب ساحل العاج لكرة السلة. اعتزل اللعب في 1965.

## الميداليات
| الميدالية | المسابقة                          |
| --------- | --------------------------------- |
| ذهبية     | بطولة أمم أفريقيا لكرة السلة 1981 |